# Matteo Sanfilippo
Matteo Sanfilippo (Firenze, 7 aprile 1956) è uno storico italiano, specializzato nello studio delle migrazioni di uomini e idee fra Vecchio e Nuovo Mondo, con particolare attenzione alla dimensione religiosa.

## Biografia
Laureatosi in storia moderna alla Sapienza Università di Roma nel 1980, è stato allievo di Franco Gaeta e Raoul Manselli. Nel 1982 ha conseguito il perfezionamento in storia medievale e moderna, sempre presso la Sapienza. Ha quindi studiato in Canada presso l’Università di Ottawa e ha poi conseguito il dottorato in storia delle Americhe presso l’Università di Genova nel 1990. Dal 1994, dopo un post-dottorato presso l’Università di Roma III lavora all’Università della Tuscia, dove oggi è professore ordinario.
Sin dagli anni 1980 si è occupato di storia delle Americhe e di storia della comunicazione. In Canada ha conosciuto le opere di Harold A. Innis e Marshall McLuhan e si è preoccupato di farle conoscere meglio in Italia, organizzando seminari e conferenze. I contributi a tali occasioni sono confluiti in uno dei primi libri italiani di storia e teoria delle comunicazioni, scritto in collaborazione con Vincenzo Matera,
Nel frattempo si è occupato anche di storia della colonizzazione europea e delle missioni cattoliche nelle Americhe, sfruttando la documentazione degli archivi ecclesiastici romani, in particolare dell’Archivio Segreto Vaticano. Inoltre ha studiato come il Nuovo Mondo abbia reinventato la storia europea, prima attraverso la letteratura e poi attraverso il cinema, il web e i videogiochi, divenuti alla fine i nuovi produttori di divulgazione e conoscenza storica (vedi il recente Historian's creed. L'età moderna tra vecchi e nuovi media, e il più antico Il medioevo secondo Walt Disney. Come l'America ha reinventato l'età di mezzo).
Infine si è specializzato nello studio dei fenomeni migratori di persone e istituzioni dal medioevo a oggi, non disdegnando di tornare periodicamente sui temi precedenti, anzi di collegarli assieme ritenendo che la maggior parte di tali trasposizioni demografiche o culturali si siano realizzate tra il Vecchio e il Nuovo Mondo. Inoltre ha spesso sottolineato come buona parte della nostra comprensione dei fenomeni migratori sia legata alla sua diffusione tramite i media, spesso con effetti negativi. Ad esempio lo studio della nuova emigrazione italiana non può prescindere dalla comprensione della fantasmatica ed erronea rappresentazione della cosiddetta fuga dei cervelli e la riflessione sui rapporti odierni fra mobilità e terrorismo appare condizionata dal modo in cui essi sono raccontati dal mondo dell’intrattenimento.
Proprio a causa del potere sviante delle rappresentazioni mediali ha iniziato ad affidare parte delle sue ricerche alla diffusione digitale, mettendo in linea blocchi di lezioni sul cinema, sulle migrazioni e più in generale sulla storia (https://www.youtube.com/user/elearningunitus/videos).
Dirige assieme ad Emilio Franzina l’“Archivio storico dell’emigrazione italiana” (www.asei.eu) e coordina la redazione di “Studi Emigrazione”, inoltre dirige l’omonimo Centro Studi romano (www.cser.it).

## Pubblicazioni[3][4]
- Dal giubileo al centenario. Strategie di comunicazione politico-religiosa tra il Trecento e il primo Novecento, Viterbo: Sette Città, 2016.
- Nuovi problemi di storia delle migrazioni italiane, Viterbo: Sette Città, 2015.
- Faccia da italiano, Roma: Salerno Editrice, 2011.
- La Santa Sede e l'emigrazione dall'Europa centro-orientale negli Stati Uniti tra Ottocento e Novecento, Viterbo: Sette Città, 2010.
- (in collaborazione con Michele Colucci), Guida allo studio dell'emigrazione italiana, Viterbo: Sette Città, 2010.
- (in collaborazione con Michele Colucci), Le migrazioni: un'introduzione storica, Roma: Carocci, 2009.
- Dalla Francia al Nuovo Mondo: feudi e signorie nella valle del San Lorenzo, Viterbo: Sette Città, 2008.
- Camelot, Sherwood, Hollywood. Roma: Cooper, 2006.
- Problemi di storiografia dell'emigrazione italiana, Viterbo: Sette Città, 2005 (prima ediz. ridotta 2002).
- Dal Québec alla Città Eterna. Viaggiatori franco-canadesi a Roma, Roma: Istituto Nazionale di Studi Romani, 2005.
- Historic Park. La storia e il cinema, Roma: Elleu, 2004.
- Sogni, paure e presidenti. Politica e cultura da Washington a Bush jr., Roma: Cooper, 2004.
- L'affermazione del cattolicesimo nel Nord America. Elite, emigranti e chiesa cattolica negli Stati Uniti e in Canada, 1750-1920, Viterbo: Sette Città, 2003.
- Il medioevo secondo Walt Disney. Come l'America ha reinventato l'età di mezzo, Roma: Castelvecchi, 1998 (prima ediz. ridotta 1993).
- (in collaborazione con Vincenzo Matera), Da Omero ai cyberpunk. Teoria e storia della comunicazione in Canada e negli Stati Uniti (1940-1994), Roma, Castelvecchi, 1995.
- Europa e America. La colonizzazione anglo-francese, Firenze: Giunti, 1990.